# Linaria dissita
Linaria dissita är en grobladsväxtart som beskrevs av Auguste Nicolas Pomel. Linaria dissita ingår i släktet sporrar, och familjen grobladsväxter. Inga underarter finns listade i Catalogue of Life.